# Петрович, Неманья
Нема́нья Пе́трович (серб. Nemanja Petrović; родился 17 апреля 1992 года в городе Валево, Югославия) — сербский футболист, защитник клуба ТСЦ и сборной Сербии.

## Клубная карьера
Петрович — воспитанник столичного клуба «Партизан». В 2010 году он для получения игровой практики перешёл в клуб Первой сербской лиги — «Телеоптик». 14 августа в матче против «Синделич Ниш» Неманья дебютировал за новую команду. Во втором своём сезоне он завоевал место основного защитника клуба. 13 августа 2011 года в поединке против «Нови-Сад» Петрович забил свой первый гол за Телеоптик. Летом 2013 года Неменья вернулся в «Партизан», подписав трёхлетний контракт с родной командой. 21 сентября 2013 года в матче против ОФК он дебютировал в чемпионат Сербии. 20 октября в поединке против «Ягодины» Петрович забил свой первый гол за «Партизан». В 2015 году Неменья помог клубу выиграть чемпионат.
В начале 2016 года Петрович на правах аренды перешёл в израильский «Маккаби» Нетания. 6 февраля в матче против «Хапоэль Беэр-Шева» он дебютировал в чемпионате Израиля.
Летом 2016 года Неманья перешёл в португальский «Шавеш».

## Международная карьера
В 2015 году в составе молодёжной сборной Сербии Петрович принял участие в молодёжном чемпионате Европы в Чехии. На турнире он сыграл в матчах против Дании, Германии и Чехии.

## Достижения
Командные
 «Партизан»
- Чемпионат Сербии по футболу — 2014/2015